# تورماشلیگت
تورماشلیگت (به مجاری:  Tormásliget) یک شهرداری در مجارستان است که در ناحیه کوسگ واقع شده‌است. تورماشلیگت ۷٫۵۳ کیلومتر مربع مساحت و ۳۴۴ نفر جمعیت دارد.